# Mission Parkway
Mission Parkway est un district historique de la ville américaine de San Antonio, au Texas. Il est inscrit au Registre national des lieux historiques depuis le 6 octobre 1975 et comprend de nombreuses structures situées le long de la San Antonio River, notamment les missions par ailleurs protégées au sein du San Antonio Missions National Historical Park mais aussi des édifices plus récents tels que l'Yturri-Edmunds House ou l'aéroport Stinson.

## Propriétés contributrices
- Yturri-Edmunds House
- Aqueduc d'Espada
- Hangar 9
- Mission San José
- Mission Concepcion
- Mission San Juan Capistrano
- Mission San Francisco de la Espada
- Aéroport Stinson